# Historické památky starobylého Kjóta (Kjóto, Udži a Ócu)
Historické památky starobylého Kjóta zahrnují 17 památek v Japonsku, které se nacházejí ve třech městech Kjóto, Udži a Ócu. Patří k nim třináct buddhistických chrámů, tři šintoistické svatyně a jeden hrad. V lokalitách se nachází 38 staveb, které byly japonskou vládou označeny za Národní poklady (japonsky 国宝, kokuhó). V roce 1994 zařadilo UNESCO tyto památky na seznam světového dědictví. Jako důvod svého rozhodnutí UNESCO uvádí vysokou hodnotu těchto lokalit pro rozvoj architektury a zejména japonských zahrad v Japonsku.

## Seznam objektů
V tabulce jsou uvedeny informace o každém ze 17 objektů uvedených na seznamu světového dědictví:
- Pořadí tak, jak je zapsáno na webových stránkách UNESCO.[1]

- Název: v češtině a japonštině

- Typ: Seznam zahrnuje 13 buddhistických chrámů (japonsky 寺, dži), 3 šintoistické svatyně (japonsky 神社, džindža) a jeden hrad (japonsky 城, širo nebo džó).

- Umístění: poloha památky a zeměpisné souřadnice.

- Popis: stručný popis lokality

| #  | Památka                     | Obrázek | Typ                       | Umístění                                                     | Popis |
| -- | --------------------------- | ------- | ------------------------- | ------------------------------------------------------------ | --- |
| 1  | Svatyně Kamigamo 上賀茂神社 |         | šintoistická svatyně      | Kita-ku, Kjóto, 35°3′37″ s. š., 135°45′10″ v. d.             | Jedna z nejstarších šintoistických svatyní v Japonsku, jedna ze dvou Kamo džindža, Svatyně Kamo v Kjótu. Kamo džindža plní funkci ochrany Kjóta před zhoubnými vlivy. Svatyně je zasvěcena uctívání Kamo Wakeikazuči , kami hromu. |
| 2  | Svatyně Šimogamo 下鴨神社   |         | šintoistická svatyně      | Sakjó-ku, Kjóto, 35°2′13,24″ s. š., 135°46′21,05″ v. d.      | Druhá ze dvou svatyní Kamo, spojených kjótských svatyní Kamo, které plní funkci ochrany Kjóta před zhoubnými vlivy. Svatyně je zasvěcena uctívání Tamadžori-hime (japonsky 玉依姫, dosl. dívky zvoucí ducha) a jejího otce Kamo Takecunomiho (賀茂建角身). |
| 3  | Tódži 東寺                  |         | buddhistický chrám        | Minami-ku, Kjóto, 34°58′51,48″ s. š., 135°44′48,02″ v. d.    | Kdysi měl buddhistický chrám sekty Šingon partnerský chrám Saidži (Západní chrám) a společně stály vedle Rašomonu, brány hlavního města Heian-kjó. Oficiálně byl známý jako Kjógokokudži (japonsky 教王護国寺, Chrám na obranu národa prostřednictvím krále nauk), což naznačuje, že dříve fungoval jako chrám poskytující ochranu národu. Chrám pochází z roku 796, tedy dva roky po přesunu hlavního města do Heian-kjó. Spolu s partnerským chrámem Saidži a chrámem Šingonin, nacházejícím se v paláci Heian-kjó, byl jedním ze tří buddhistických chrámů, které byly v té době v hlavním městě povoleny, a jako jediný z těchto tří se dochoval do současnosti. |
| 4  | Kijomizu-dera 清水寺        |         | buddhistický chrám        | Higašijama-ku, Kjóto, 34°59′41,39″ s. š., 135°47′6,01″ v. d. | Kijomizudera byl původně dokončen v roce 780, císařským chrámem se stal v roce 805. Devětkrát vyhořel a byl rekonstruován, většina staveb pochází z 30. let 16. století. Hlavní sál Hondo je postaven na svahu, podpírají ho masivní dřevěné sloupy a je sestaven bez jediného hřebíku. Hondo je označeno za japonský národní poklad; v komplexu se nachází také 18 japonských významných kulturních památek |
| 5  | Enrjakudži 延暦寺           |         | buddhistický chrám        | Hiei, Ócu, 35°4′14″ s. š., 135°50′28″ v. d.                  | Chrám založil v roce 788 Saičó, který do Japonska přivezl z Číny sektu mahájánového buddhismu Tendai. V době svého největšího rozkvětu v 10. století byl Enrjakudži obrovským komplexem čítajícím až 3 000 dílčích chrámů a mocnou armádu válčících mnichů. Daimjó Nobunaga Oda ukončil tuto buddhistickou bojovnost v roce 1571 útokem na Enrjakudži, srovnáním budov se zemí a vyvražděním mnichů. Současné stavby pocházejí z konce 16. až počátku 17. století a odrážejí detaily z Období Edo, až na hlavní budovu Konpončudo, která byla postavena v roce 887.                                                                                                  |
| 6  | Daigodži 醍醐寺             |         | buddhistický chrám Šingon | Fušimi, Kjóto, 34°57′4″ s. š., 135°49′10″ v. d.              | Chrám Daigodži se skládá ze dvou hlavních částí: horní části (na vrcholu hory Daigo) a dolní části na západním svahu. Šest staveb, včetně hlavního sálu (Kondó) a jeho pětipatrové pagody Godžúnotó, dokončené v roce 952, patří mezi Národní poklady. Chrám vlastní dalších 12 označených Národních pokladů a v chrámu se nachází několik desítek významných kulturních statků. Sanbó-in Teien (zahrada), kterou nechal v roce 1598 přebudovat Hidejoši Tojotomi, je zvláštním místem malebné krásy. |
| 7  | Ninnadži 仁和寺             |         | buddhistický chrám Šingon | Ukjó, Kjóto, 35°1′52″ s. š., 135°42′50″ v. d.                | Stavbu chrámu Ninnadži zahájil císař Kókó v roce 886 a dokončil ji v roce 888 císař Uda, který se stal buddhistickým knězem a po své abdikaci v roce 897 se zde usadil. Od té doby až do restaurací Meidži byl hlavní kněz chrámu vždy z císařského rodu. Chrám byl zničen během války Ónin v roce 1467 a současné budovy pocházejí z jeho rekonstrukce v letech 1641–1644. Kondó (známý jako „zlatý sál“) sem byl přemístěn z císařského paláce a je Národním pokladem. |
| 8  | Bjódóin 平等院              |         | buddhistický chrám        | Udži, 34°53′22″ s. š., 135°48′28″ v. d.                      | Původně šlechtická vila v nedalekém městě Udži v prefektuře Kjóto se v roce 1052 stala buddhistickým chrámem. Hlavní sál (Amida-dó, lidově zvaný Hóó-dó neboli „Fénixův sál“) je jedinou dochovanou původní budovou, ostatní byly vypáleny během občanské války Genkó v roce 1331. Fénixův sál a jeho zahrada s čínskými vlivy měly představovat Saiko-Gokurado-Džódo (ráj Čisté země na Západě). |
| 9  | Svatyně Udžigami 宇治上神社 |         | šintoistická svatyně      | Udži, 34°53′31″ s. š., 135°48′41″ v. d.                      | Svatyně Udžigami, která je strážcem nedalekého chrámu Bjódóin sousedící se svatyní Udži, byla původně postavena kolem roku 1060 a je tak nejstarší původní šintoistickou svatyní v Japonsku. Jedná se o nejstarší příklad architektury ve stylu nagare-zukuri (流造) v Japonsku, kdy jsou tři vnitřní svatyně postaveny vedle sebe, přičemž stavba uprostřed je větší než stavby nalevo a napravo. |
| 10 | Kózandži 高山寺             |         | buddhistický chrám        | Ukjó, Kjóto, 35°3′36,39″ s. š., 135°40′42,85″ v. d.          | Kózandži se nachází v horách severozápadně od Kjóta a je ideálním místem pro horskou askezi. Podle některých zpráv byl chrám založen v roce 774, ale doložený je až rok 1206; chrám byl mnohokrát zničen požáry a válkami. Nejstarší dochovanou stavbou je Sekisui-in (石水院), která pochází z období Kamakura, ostatní budovy byly přestavěny v roce 1634. |
| 11 | Saihódži 西芳寺             |         | buddhistický chrám Rinzai | Nišikjó, Kjóto, 34°59′33″ s. š., 135°41′3″ v. d.             | Chrám byl postaven především na počest Amitábhy a je proslulý svou mechovou zahradou. Ve dvouúrovňové zahradě roste více než 120 druhů mechů, jež asociují zelený koberec s mnoha jemnými odstíny. Saihódži bylo zničeno požárem během války Ónin a dvakrát zpustošeno povodněmi během období Edo. Je také znám jako Koke-dera (japonsky 苔寺, dosl. Mechový chrám) |
| 12 | Kinkakudži 金閣寺           |         | buddhistický chrám        | Kita, Kjóto, 35°2′22,2″ s. š., 135°43′42,6″ v. d.            | Rokuondži (japonsky 鹿苑寺, Chrám jelení zahrady) byl původně postaven v Období Kamakura jako šlechtické sídlo a v roce 1422 se stal buddhistickým chrámem. Je známý především díky Kinkaku (japonsky 金閣, Zlatý pavilon), jehož druhé a třetí patro je celé pozlacené zlatem. Budova byla v roce 1950 vypálena do základů mnichem, který byl později prohlášen za duševně nemocného, a znovu postavena v roce 1955. Chrám je také známý svými krásnými zahradami a jezírkem, které byly navrženy tak, aby do scenérie zakomponovaly nedalekou horu Kinugasa. |
| 13 | Rjóandži 竜安寺 龍安寺      |         | buddhistický chrám        | Úkjo, Kjóto, 35°2′4″ s. š., 135°43′6″ v. d.                  | Zahrada Rjóandži je považována za jeden z nejlépe dochovaných příkladů kare-sansui („suché krajiny“), typ japonské zenové zahrady, která se obvykle vyznačuje výraznými většími skalními útvary uspořádanými uprostřed hladkých oblázků shrabaných do lineárních vzorů usnadňujících meditaci. Rjóandži byla původně venkovská vila šlechticů, v roce 1450 se stala zenovým chrámem. Rjóandži patří škole Mjóšindži odnože Rinzai šú zenového buddhismu |
| 14 | Niši Hongandži 西本願寺     |         | buddhistický chrám        | Šimogjó, Kjóto, 34°59′31,37″ s. š., 135°45′5,81″ v. d.       | Jeden ze dvou chrámových komplexů v centru Kjóta, Niši Hongandži je hlavním chrámem sekty Džodo Šinšu buddhismu Čisté země. Původně byl založen ve 13. století v kjótské oblasti Higašijama, poté se Hongwandži stěhoval na různá místa a nakonec byl v roce 1591 přemístěn na své současné místo, když daimjó Hidejoši Tojotomi daroval chrámu pozemek. Jeho brána známá jako Karamon (唐門) je na seznamu národních pokladů Japonska. |
| 15 | Nidžó 二条城                |         | hrad                      | Nakagjó, Kjóto, 35°0′51″ s. š., 135°44′51″ v. d.             | Hrad Nidžó nechal postavit v roce 1601 šógun Iejasu Tokugawa a dokončen byl za vlády Iemicu Tokugawy v roce 1626. Komplex sloužil jako kjótská rezidence tokugawských šógunů až do roku 1867, kdy poslední šógun Jošinobu Tokugawa využil palác Ninomaru k vyhlášení konce šógunátu a navrácení moci císařskému dvoru. V roce 1939 byl hrad věnován městu Kjóto a o rok později otevřen pro veřejnost. |
| 16 | Tenrjúdži 天龍寺            |         | buddhistický chrám        | Úkjo, Kjóto, 35°0′57,56″ s. š., 135°40′25,64″ v. d.          | Tenrjúdži je hlavním chrámem buddhistické odnože zen školy Rinzai. Chrám založil Takaudži Ašikaga v roce 1339. |
| 17 | Ginkakudži 銀閣寺           |         | buddhistický chrám        | Sakjó, Kjóto, 35°1′36″ s. š., 135°47′54″ v. d.               | Ginkakudži (doslova Chrám stříbrného pavilonu), oficiálně pojmenovaný Džišódži (慈照寺, dosl. Chrám zářivého milosrdenství), byl původně postaven jako místo odpočinku a samoty pro šóguna Jošimasa Ašikagu. Po jeho smrti se z vily a zahrad stal buddhistický komplex. |